# Água Boa (Minas Gerais)
Água Boa é um município brasileiro do estado de Minas Gerais. De acordo com censo de 2022, sua população  era de 12 589 habitantes.

## História
Os primeiros habitantes se estabelecerem na região no ano de 1832 e em 1835 construíram uma capela, mas foi somente em setembro de 1855 que houve a doação de terrenos, às margens do ribeirão Água Boa, para o primeiro povoado. Em 1877 foi criado o distrito de Água Boa e vinculado a cidade de Minas Novas e desde o final da década de 1880 o povoado já constituía estação postal e paróquia.
Em 1911, o distrito de Água Boa é transferido do município de Minas Novas para o de Capelinha e somente em 12 de dezembro de 1953 ocorre a emancipação política do município.
O governador de Minas Gerais nomeou um intendente municipal no ano de 1954, para  administrar o novo município até as próximas eleições, que ocorrem no final deste mesmo ano, sendo eleito Rosalvo Alves de Oliveira o primeiro prefeito da cidade e exercendo o mandato de 1955 a 1958.
O prefeito do município é Orlando Cardoso Pereira.

## Água-boenses notórios
- Biografias de água-boenses